# مراد العقبی
مراد العقبی (فرانسوی: Mourad Okbi‎؛ زادهٔ ۱ سپتامبر ۱۹۶۵) بازیکن فوتبال اهل تونس است.

## باشگاهی
از باشگاه‌هایی که در آن بازی کرده‌است می‌توان به باشگاه فوتبال الاهلی عربستان سعودی اشاره کرد. 

## تیم ملی
وی همچنین در تیم ملی فوتبال تونس بازی کرده‌است.